# O. & M. Hausser

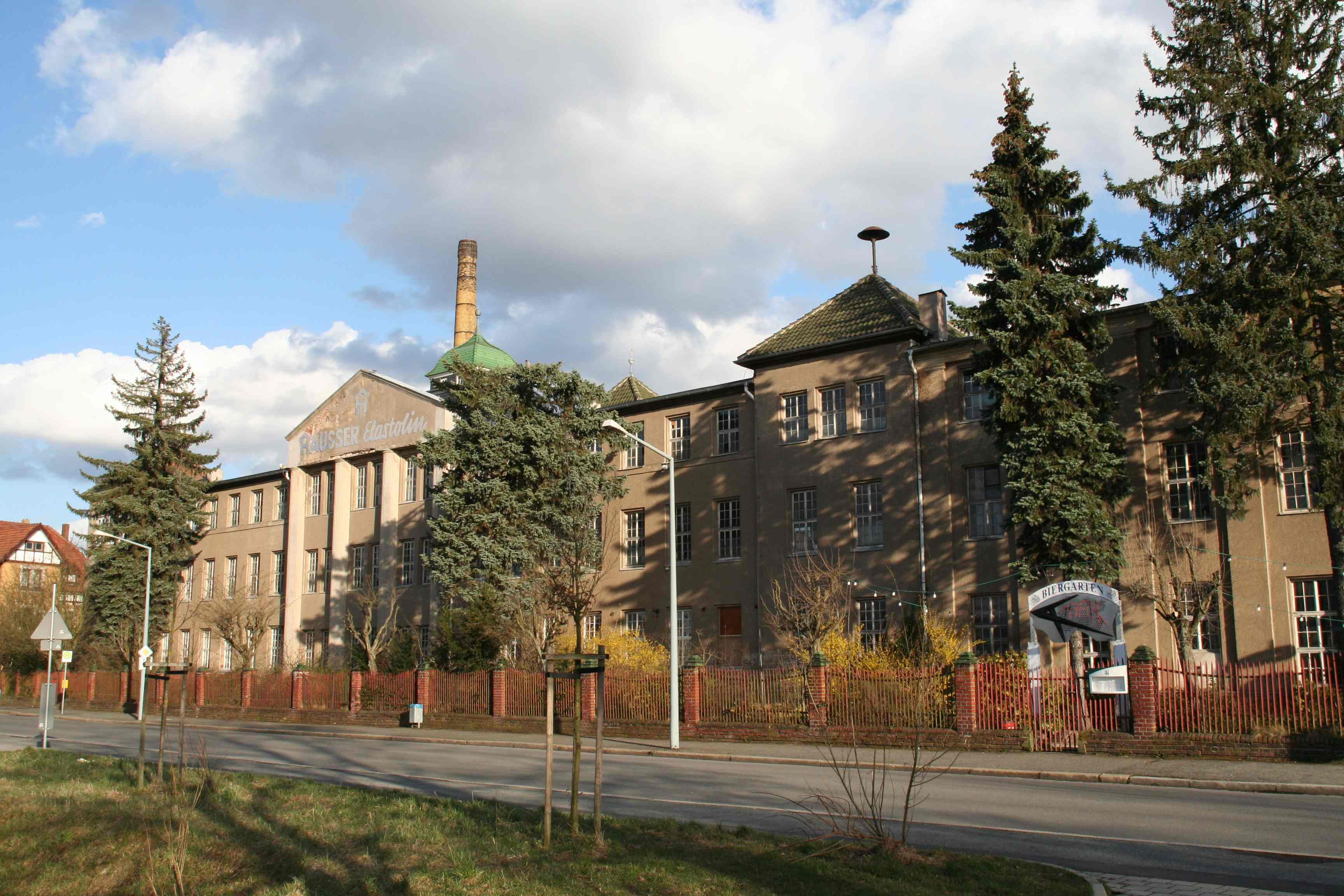
Ehemaliges Werk 1 mit dem Elastolinwerk, Neustädter Bahnhofstraße

Die Firma O. & M. Hausser war ein deutscher Spielwarenhersteller, der insbesondere für seine Elastolin-Massefiguren bekannt war.

## Geschichte

Massefigur eines Militärpiloten mit Haube und Helm

Das Unternehmen entstand aus der 1904 von den Brüdern Otto (* 1879; † 1955) und Max († 1915) Hausser übernommenen Großhandlung Müller & Freyer in Ludwigsburg. 1910 nahm die Firma die Produktion von Gesellschaftsspielen und Massefiguren auf. Diese stellten meist Soldaten und anderes Kriegsspielzeug dar und wurden aus einem Brei, bestehend aus Sägemehl, Kasein, Leim und Kaolin mit Drahtgestellen in Zinnformen hergestellt. Zunächst wurde der Brei in Zinnformen gegeben, diese anschließend miteinander verbunden und unter Hitzeeinwirkung gepresst. Nach dem Entgraten wurden die Figuren bemalt. Der von Hausser verwendete Markenname „Elastolin“ wurde bald umgangssprachlich auch über Deutschland hinaus als Gattungsname für Massefiguren anderer Hersteller verwendet.

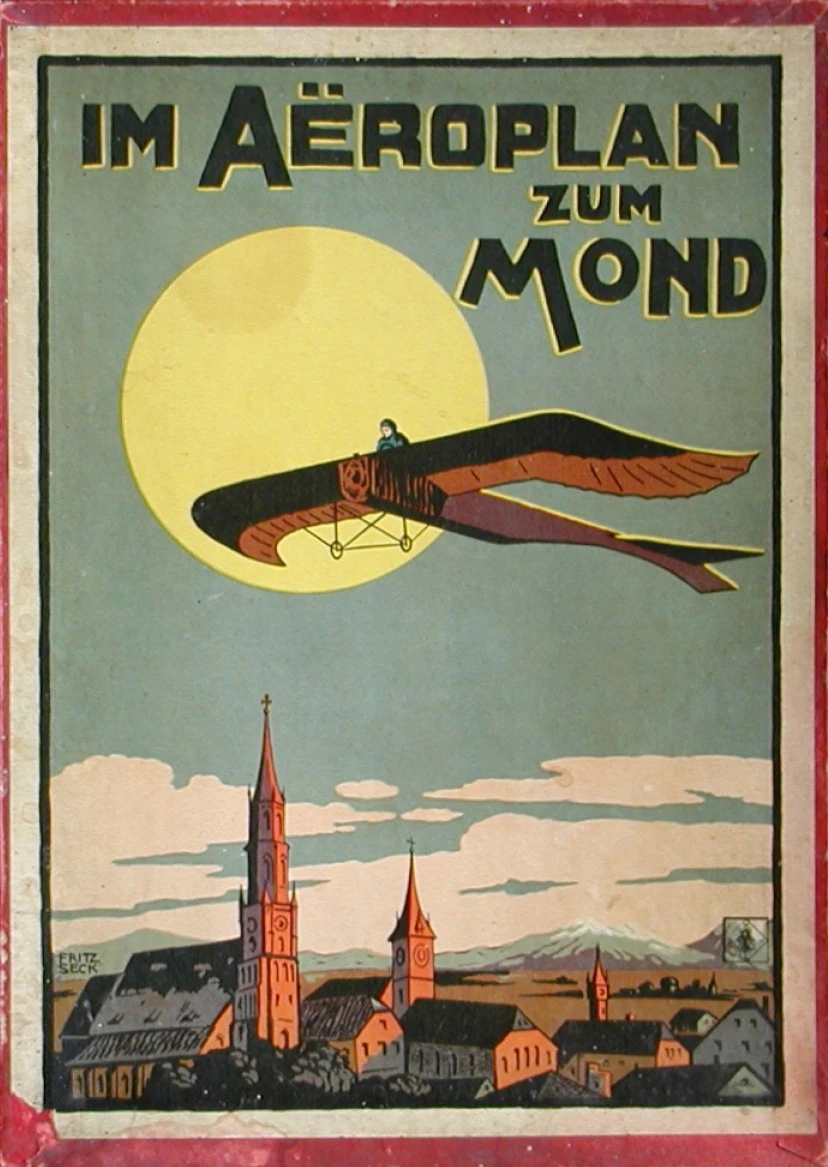
Brettspiel „Im Aeroplan zum Mond“ mit einem der Etrich Taube nachempfundenen Flugzeug;
Deckblatt von Fritz Seck, 1911

1912 wurde der Unternehmensname in O. & M. Hausser geändert. Von 1918 bis 1935 bestand eine Filiale der Firma in der Neckarstraße in Plochingen. Sie wurde in der früheren Holzwerkzeugfabrik von Wilhelm Braun eingerichtet.

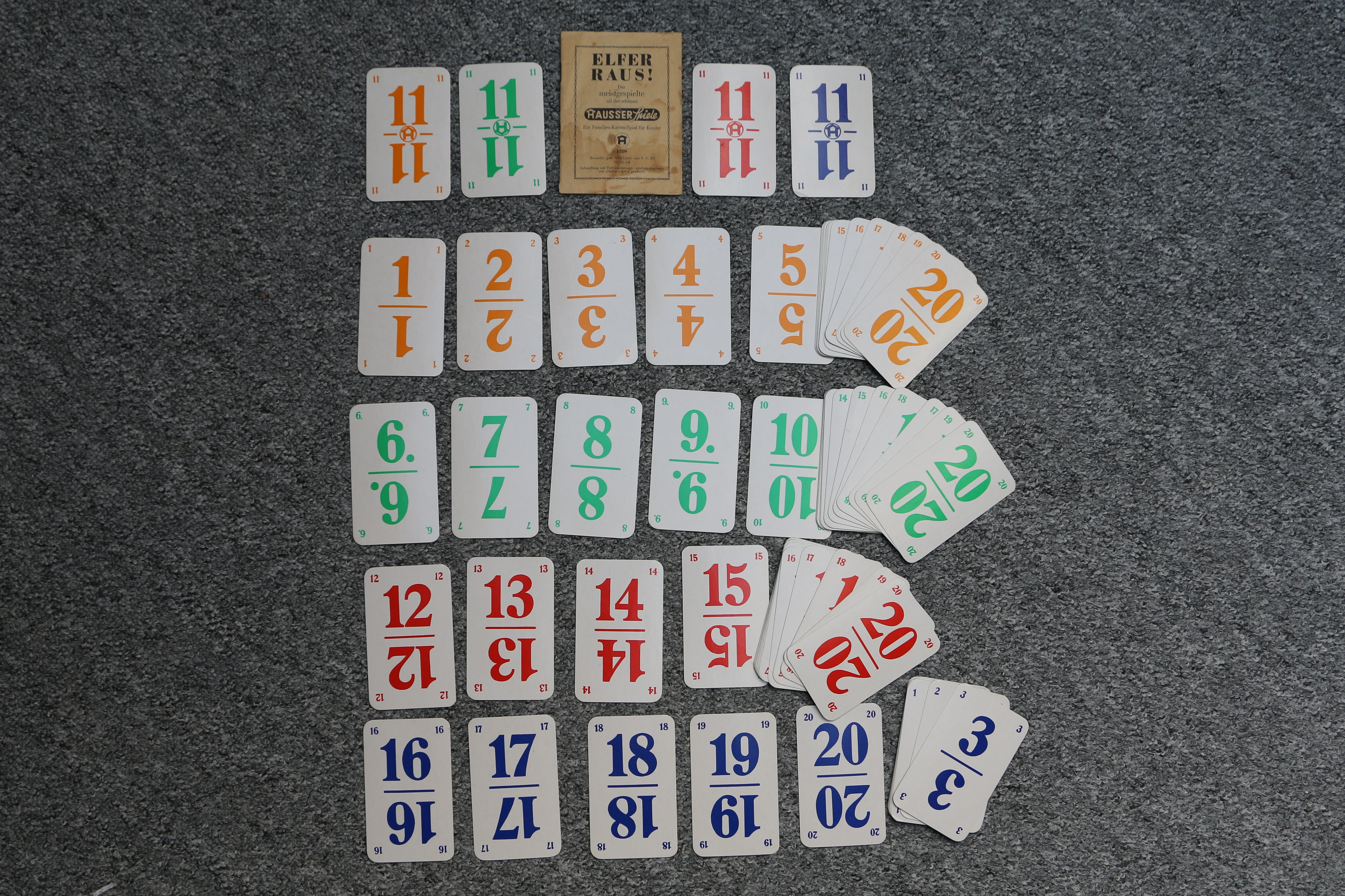
Kartenspiel Elfer raus!

Ab 1925 wurde das Kartenspiel Elfer raus! verkauft. Zu Beginn der 1930er Jahre betrug die jährliche Figurenproduktion rund 500.000, am Ende des Jahrzehnts waren es über 3 Millionen Stück.
Nach der Kündigung von angemieteten Räumen, Arbeits- und Lagerhallen durch die Heeresverwaltung musste sich das Unternehmen einen neuen Standort suchen. Die Entscheidung fiel auf Neustadt bei Coburg, wo 1935 die ehemaligen Betriebsstätten der Firma Max Oscar Arnold erworben wurden. 1936 erfolgte der aufwendige Umzug der Produktionsmittel, der mehr als 100.000 RM kostete und über 300 Eisenbahnwaggons umfasste. 1937 verlegte das Unternehmen dann seinen Sitz offiziell nach Neustadt. Hausser beschäftigte in Neustadt bis zu 1000 Mitarbeiter und war nach dem Kabel- und Leitungswerk von Siemens zweitgrößter Arbeitgeber der Stadt. 1943 musste die Spielzeugproduktion eingestellt werden, die erst 1946/47 wieder aufgenommen wurde.
Von 1955 bis 1964 wurden rund 130.000 Bild-Lilli-Puppen produziert. Der Modelleur Max Weißbrodt (* 1912; † 1972), seit 1937 bei Hausser, hatte diese nach Zeichnungen des Karikaturisten Reinhard Beuthien entworfen. Nach dem Verkauf der Rechte an der Puppe an den US-amerikanischen Spielzeug-Konzern Mattel wurde die Produktion eingestellt.
Im Jahr 1969 hatte Hausser etwa 280 Beschäftigte. Nachdem Hausser bereits zuvor schon zunehmend Figuren aus leichter zu verarbeitenden und stabileren Kunststoffen hergestellt hatte, stellte das Unternehmen 1969 die Produktion der traditionellen Massefiguren ganz ein. Neben den hergebrachten starren und bemalten Figuren produzierte Hausser nun auch, ähnlich wie Timpo Toys, Steckfiguren, bei denen die einzelnen Bauteile aus unterschiedlich farbigem Kunststoff gespritzt wurden und so die arbeitsintensive Handbemalung entbehrlich machten. Nach vielen erfolgreichen Jahren ging der Verkauf zurück und die O. & M. Hausser KG musste am 29. Juni 1983 infolge finanzieller Schwierigkeiten Konkurs anmelden. Steigende Rohstoffpreise, eine Abwendung der Kunden vom Kriegsspielzeug und die Konkurrenz durch die vielseitigeren Produkte von Playmobil hatten den Niedergang mitverursacht. Markenrechte und Figurenformen wurden von der Firma Paul M. Preiser GmbH aus Steinsfeld bei Rothenburg ob der Tauber übernommen. Bis heute werden durch diese Firma die Hartplastikfiguren im Maßstab 1:25 hergestellt.
Einige Hersteller und Privatpersonen stellen zudem Figuren und Zubehör passend zu den Elastolin-Figuren im Maßstab 1:25 her.